# Shore patrol
Le shore patrol (patrouille côtière) est une unité de police militaire de la marine et des garde-côtes des États-Unis d'Amérique, ainsi que de la marine britannique lorsque les navires sont en mer.
De par le passé, le shore patrol a souvent eu des personnels non entraînés au maintien de l'ordre ou aux opérations de coercition qui avaient pour seule arme un bâton lumineux, dont la fonction première était de tenir éloignés les marins turbulents et dangereux.